# Ostrawitz (Totes Gebirge)
Der Ostrawitz ist ein 1823 m ü. A. hoher Berg im Toten Gebirge im oberösterreichischen Traunviertel.

## Lage und Aufbau
Der aus Dachsteinkalk aufgebaute Ostrawitz ist ein Vorberg der 2446 m hohen Spitzmauer und liegt zwischen der Polsterlucke und der Dietlhölle im Stodertal.

## Anstieg
Der Gipfel des Ostrawitz ist über markierte Wanderwege oder Steige nicht erreichbar. Vom Polstergut bzw. vom ehem. Landeserholungsheim Hinterstoder ausgehend führen Jägersteige, welche abschnittsweise nur noch fragmentarisch bestehen, zur Scharte des 1353 m hohen Löckenkogel. Von dort gelangt man über einen nur gelegentlich mit Steinmännern markierten Steig über steiles Schrofen- und Latschengelände zum Gipfel. Die Gehzeit vom Tal zum Gipfel beträgt ca. 4 Stunden.
Seit Spätherbst 2011 befindet sich am Gipfel des Ostrawitz ein kleines hölzernes Gipfelkreuz.

## Karten
- Alpenvereinskarte Bl. 15/2 (Totes Gebirge – Mitte), 1:25.000; Österreichischer Alpenverein 2008; ISBN 978-3-928777-31-5.
- ÖK 50, Blatt 98 (Liezen), 1:50.000.